# 境遇
『境遇』（きょうぐう）は、湊かなえによる日本の小説およびテレビドラマ。ABC創立60周年記念のために書き下ろされた作品であり、完成までに3年を要している。

## 書籍情報
- 単行本通常版：2011年10月7日発売[2]、双葉社、ISBN 978-4-575-23739-9
- 単行本特別版：2011年10月7日発売[3]、双葉社、ISBN 978-4-575-23745-0[注 1]
- 文庫本：2015年10月18日発売[4]、双葉文庫、ISBN 978-4-575-51823-8[注 1]

## テレビドラマ
2011年12月3日の21:03 - 23:06（JST）に、テレビ朝日系列にて「朝日放送創立60周年記念作品」として、本来枠である『土曜ワイド劇場』を休止して単発スペシャルとして放映された。湊かなえ初のテレビドラマ化作品。

### キャスト
- 高倉陽子：松雪泰子（17年前：谷村美月）
- 相田晴美：りょう（17年前：市川由衣）
- 高倉正紀：沢村一樹
- 岩崎健介：東幹久
- 後藤亜紀：田畑智子
- 下田俊幸：名倉潤（ネプチューン）
- 後藤良隆：岸部一徳
- 高倉裕太：西本晴紀
- 宮下浩平：西村雅彦
- 本屋主人：加藤茶
- 高松ひとみ：木内晶子
- 高松秀夫：嶋尾康史
- 斉藤陽一郎、宮平安春、吉井有子、沢井美優、西田聖志郎、伊原侑蔵、サカモトワカコ、深木勝、岡元昇（ABCアナウンサー）
- ミツコ：野際陽子
- 高倉弘子：白川由美
- 橋本弥生：いしだあゆみ（35年前：芦名星）

### スタッフ
- アイパートナー：和沙哲郎（ABCアナウンサー）
- 脚本：矢島正雄
- 監督：若松節朗
- 音楽：S.E.N.S. 「組曲 空がこころになる日」より
- 撮影：蔦井孝洋
- 編集：新井孝夫
- 演出補：村谷嘉則
- 劇中絵本：森川百合香
- スタントコーディネイター：釼持誠
- ロケ協力：松本市、松本観光コンベンション協会、ながのフィルムコミッション　ほか
- プロデュース：飯田新、郷田美雄、深沢義啓、志村彰
- エグゼクティブプロデューサー：岡村道範
- 制作統括：脇阪聰史
- 製作協力：The icon
- 製作著作：朝日放送

### 映像ソフト
DVDのみ発売されている。
- 境遇（朝日放送、2012年2月22日発売、SDP-1037/8）